# Чёрная пятница (1910)

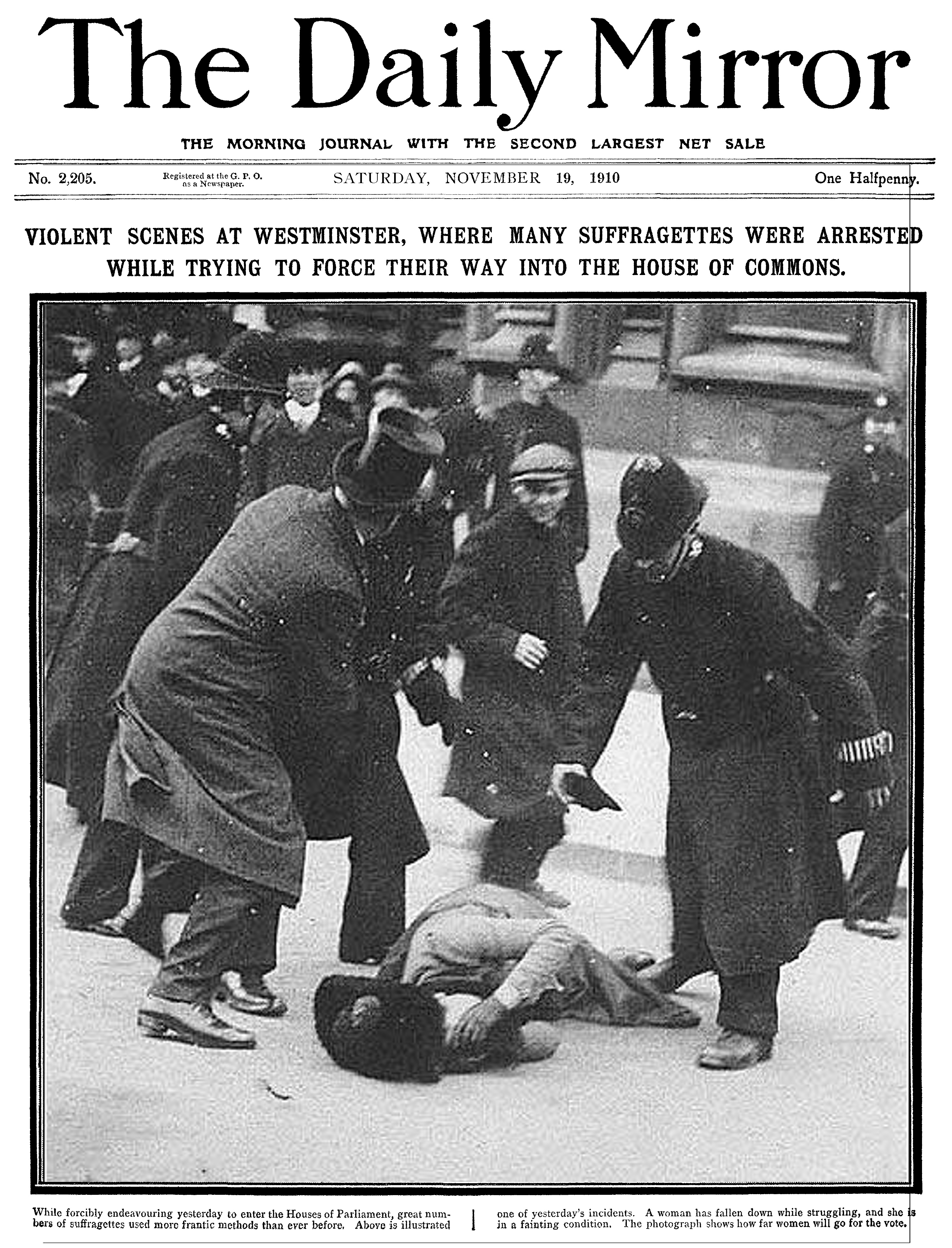
Первая полоса газеты The Daily Mirror, 19 ноября 1910 года: «Сцены насилия у Вестминстера, где многие суфражистки были арестованы при попытке проникнуть в Палату Общин». На снимке Ада Райт лежит на земле во время «Чёрной пятницы».

Чёрная пятница (1910) — демонстрация суфражисток в Лондоне 18 ноября 1910 года, в ходе которой около трехсот сторонниц «Женского социально-политического союза» пришли к зданию Парламента в Лондоне, протестуя против очередного откладывания законопроекта о женском избирательном праве. Этот день получил свое название из-за чрезмерного насилия, примененного к протестующим полицией и иными лицами, участвовавшими в разгоне демонстрации.

## Предыстория
В январе 1910 года во время предвыборной кампании премьер-министр и лидер Либеральной партии Герберт Генри Асквит пообещал представить законопроект об избирательном праве для женщин, разрешавший женщинам среднего класса (ввиду наличия имущественного ценза) участвовать в общенациональных выборах. Действие документа затрагивало около миллиона британок. Движение за избирательное право поддержало этот законопроект и, несмотря на то, что члены парламента его также поддержали и приняли в первом и втором чтениях, Асквит отказался предоставить ему дополнительное парламентское время. 18 ноября 1910 года, после разрыва отношений между Палатой общин и Палатой лордов в рамках бюджета того года, Асквит объявил о внеочередных выборах и заявил, что парламент будет распущен 28 ноября. В связи с чем дальнейшее обсуждение законопроекта было отложено. Женский социально-политический союз расценил этот шаг как отказ к примирению и организовал марш протеста к зданию парламента парламент из Кекстон-Холла в Вестминстере.

## 18 ноября 1910 года
18 ноября около трехсот сторонниц «Женского социально-политического союза» (WSPU) во главе с активисткой за женские права, суфражисткой Эммелин Панкхёрст отправились к Вестминстерскому дворцу, где проходят заседает Британский парламент, чтобы передать Асквиту петицию, однако были встречены полицией и толпой прохожих мужчин. Столкновение продолжалось в течение последующих шести часов. В тот день было арестовано более ста женщин, многие из которых получили травмы при задержании. Было много сообщений о нападениях сексуального характера.

## Последующие события
На следующий день газета Daily Mirror вышла с фотографией лежащей на земле суфражистки, сбитой полицейским. Столичный комиссар полиции, прокомментировал ситуацию, пояснив, что та упала в обморок от истощения. Тот же снимок был опубликован в таких газетах, как The Manchester Guardian, Daily Express, Votes for Women и других изданиях.
Примирительный комитет в связи с произошедшими событиями провел беседы со 135 демонстрантками, почти все из которых описали акты насилия в отношении женщин; в 29 заявлениях содержалась подробная информация о сексуальных посягательствах. Призывы к проведению публичного расследования были отклонены Уинстоном Черчиллем, занимавшим на тот момент должность министра внутренних дел. Руководство WSPU было убеждено, что Черчилль отдал полиции приказ о жестоком обращении с демонстрантками. Черчилль опроверг это обвинение в Палате Общин и даже обратился в суд с иском о клевете. Историк Эндрю Розен считает, что Черчилль не отдавал никаких приказов полиции об избиении демонстранток.
События, произошедшие в период с 18 по 25 ноября, оказали влияние на членов WSPU, многие из которых больше не желали принимать участие в демонстрациях. Вместо этого получили распространения такие протестные действия как забрасывание камнями и выбивание окон, поскольку это давало женщинам возможность избежать прямого столкновения, сбежав до того, как полиция смогла бы их арестовать и/или применить силу.